# حمزة العقريبي
 حمزة العقريبي  (1991 تونس) هو لاعب كرة قدم تونسي.